# Schopfwachtel

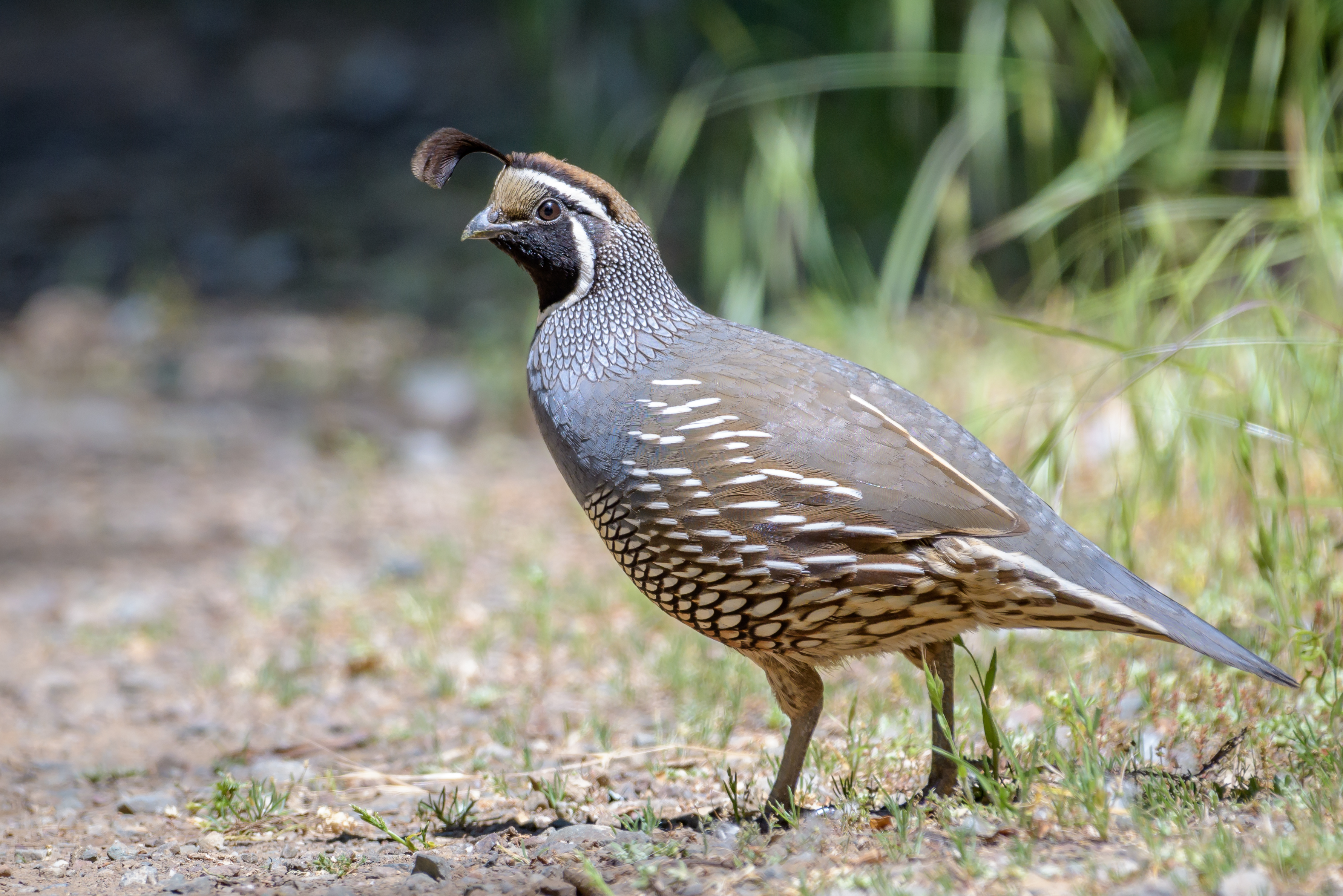
Schopfwachtel (Callipepla californica), Männchen

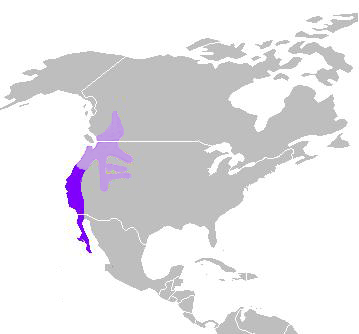
Natürliches Verbreitungsgebiet der Schopfwachtel in blau und Einbürgerungsgebiet in purpur

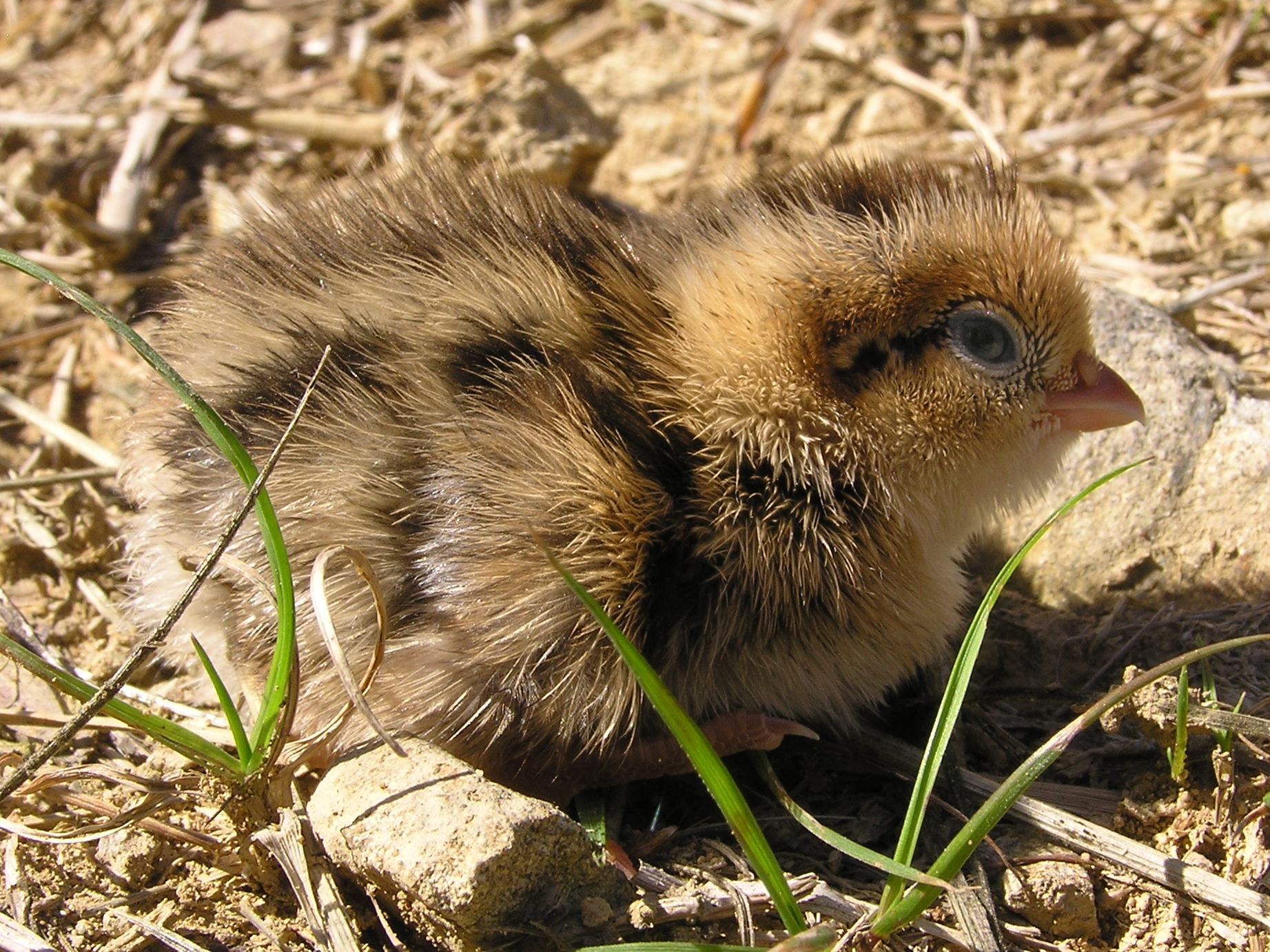
Küken

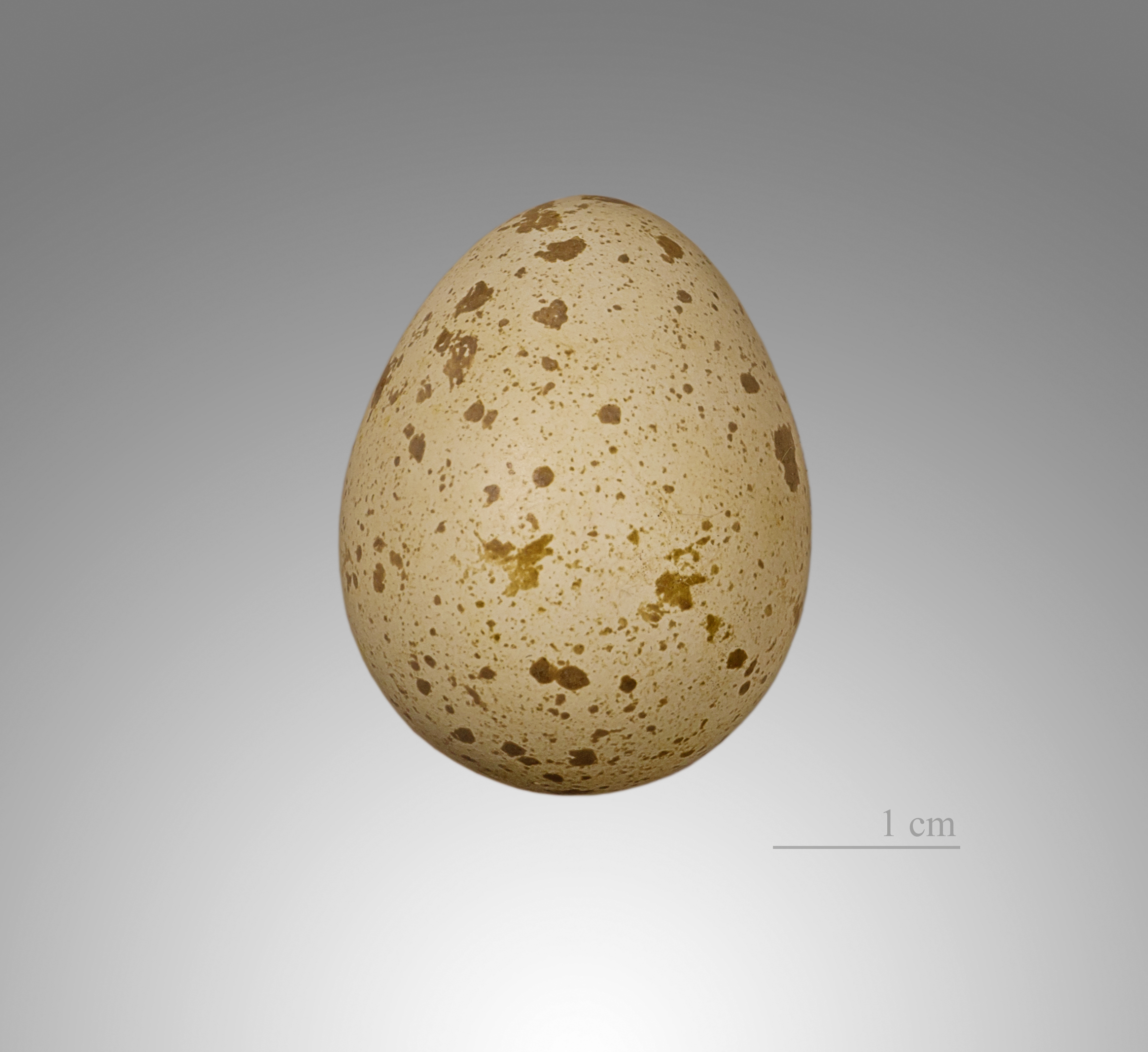
Ei der Schopfwachtel (Callipepla californica)

Die Schopfwachtel (Callipepla californica), auch Kalifornische Schopfwachtel genannt, ist eine Art aus der Familie der Zahnwachteln. Es werden vier Unterarten unterschieden, die anhand der Färbung der Körperoberseite differenziert werden. Sie verdanken ihren Namen der Federhaube, die bei beiden Geschlechtern vorkommt.

## Beschreibung
Schopfwachteln erreichen eine Körperlänge von 23 bis 25 Zentimetern. Männchen und Weibchen sind ähnlich gefärbt, das Federkleid der Weibchen ist jedoch etwas matter, das Männchen hat zusätzlich einen schwarzen Kehldeckel und eine Gesichtsverzierung. Die Körperoberseite und der Kopf sind graubraun. Der Schopf weist weiße Federspitzen auf. Der Hals und die Brust sind blaugrau. Die bräunlichen Flanken weisen längliche schmale weiße Streifen auf. Der Bauch und die Unterschwanzdecken sind gelbbräunlich mit einer schwarzen Schuppenzeichnung.
Jungvögel ähneln den adulten Vögeln, ihnen fehlt aber noch die auffällige schwarze Schuppenzeichnung auf dem Bauch. Der Schopf ist kürzer und ihm fehlen die weißen Federspitzen.

## Verbreitungsgebiet und Lebensraum
Ihr Verbreitungsgebiet umfasst die nordamerikanische Westküste. Sie ist außerdem als Neozoon eingebürgert in British Columbia, auf Hawaii, in Neuseeland, in Chile, in Argentinien, in Uruguay, in Brasilien, in Peru, in Südafrika und auf der Norfolkinsel und auf King Island in Australien. In Europa gab es Einbürgerungsversuche z. B. in Dänemark, Italien und auf Korsika. Nur auf Korsika gibt es aktuell einen sich selbst erhaltenden Bestand an der Ostküste.
Der Lebensraum der Schopfwachtel sind aride Grasländer und verbuschtes Gelände vom Meeresniveau bis in Höhenlagen von 2.450 Metern. Die Art bevorzugt Regionen, in denen Büsche eine Höhe zwischen einem und sieben Metern erreichen. Auch vom Menschen stark geformte Landschaften werden genutzt, wenn diese in hinreichender Nähe zu Wasserstellen liegen. Die Schopfwachtel ist überwiegend ein Standvogel. Kleine Trupps, die gewöhnlich zwischen zehn und vierzig Vögel umfassen, bewohnen normalerweise Winterquartiere von einer Größe zwischen 9,6 und 33,6 Hektar.

## Lebensweise
Schopfwachteln fressen überwiegend Gras- und Kräutersamen sowie gelegentlich Baumsamen und Früchte. Adulte Vögel fressen in geringem Maße auch kleine Arthropoden. Schopfwachteln halten sich überwiegend am Boden auf, schlafen jedoch in Bäumen. Sie sind Bodenbrüter, die ihr Nest versteckt in Bodenmulden anlegen und mit Blättern und Halmen auspolstern. Die Brutzeit ist verhältnismäßig spät und fällt in den Zeitraum Juni bis September.
Es wird vermutet, dass Schopfwachteln so spät brüten, weil sich das Nahrungsangebot durch die Regenfälle im späten Sommer und frühen Herbst erhöht. Das Weibchen legt zwischen 10 und 17 Eier. Die Brutdauer beträgt 22 bis 23 Tage. Die Jungvögel wachsen sehr schnell heran und erreichen die Größe einer adulten Schopfwachtel bereits mit 77 bis 105 Lebenstagen.

## Schopfwachteln und Mensch
Im Südwesten der Vereinigten Staaten von Nordamerika ist die Schopfwachtel ein wichtiges Federwild. Seit den 1960er Jahren ist der Bestand dort deutlich zurückgegangen, was aber vor allem auf eine Veränderung des Lebensraumes zurückgeführt wird. Im Verbreitungsgebiet in Mexiko ist die Art noch relativ häufig und hat von der Umwandlung von Wäldern in Weideflächen profitiert. Die Schopfwachtel ist der Staatsvogel von Kalifornien.
Schopfwachteln sind als Ziervogel sehr beliebt. Sie lassen sich sehr gut in Volieren gemeinsam mit baumbewohnenden Vogelarten halten. Nicht empfehlenswert ist dagegen die Haltung gemeinsam mit anderen Hühnervögeln.

## Unterarten
Es sind fünf Unterarten bekannt:
- C. c. brunnescens (Ridgway, 1884)[6] – Diese Unterart kommt vom südwestlichen Oregon bis ins zentrale Kalifornien vor.
- C. c. canfieldae (van Rossem, 1939)[7] – Diese Subspezies ist im östlichen zentralen Kalifornien verbreitet.
- C. c. californica (Shaw, 1798)[8] – Die Nominatform kommt vom östlichen Oregon bis in den Nordwesten Mexikos vor.
- C. c. catalinensis (Grinnell, 1906)[9] – Das Verbreitungsgebiet dieser Unterart ist die Santa-Catalina-Insel.
- C. c. achrustera (J. L. Peters, 1923)[10] – Diese Unterart kommt im zentralen und südlichen Niederkalifornien vor.